# 575 (szám)
Az 575 (római számmal: DLXXV) egy természetes szám.

## A szám a matematikában
A tízes számrendszerbeli 575-ös a kettes számrendszerben 1000111111, a nyolcas számrendszerben 1077, a tizenhatos számrendszerben 23F alakban írható fel.
Az 575 páratlan szám, összetett szám, kanonikus alakban az 52 · 231 szorzattal, normálalakban az 5,75 · 102 szorzattal írható fel. Hat osztója van a természetes számok halmazán, ezek növekvő sorrendben: 1, 5, 23, 25, 115 és 575.
Középpontos oktaéderszám.
Az 575 négyzete 330 625, köbe 190 109 375, négyzetgyöke 23,97916, köbgyöke 8,31552, reciproka 0,0017391. Az 575 egység sugarú kör kerülete 3612,83155 egység, területe 1 038 689,071 területegység; az 575 egység sugarú gömb térfogata 796 328 287,8 térfogategység.